# Bonkovice
Bonkovice (německy Bonkowitz) je malá vesnice, část obce Střezimíř v okrese Benešov. Nachází se asi 1 km na jihozápad od Střezimíře. V roce 2009 zde bylo evidováno 25 adres. Bonkovice je také název katastrálního území o rozloze 4,59 km². V katastrálním území Bonkovice leží i Černotice, Dolní Dobřejov a Horní Dobřejov.

## Historie
První písemná zmínka o vesnici je z roku 1534, Černotice i Bonkovice poté patřily ke statku Chotoviny.
Roku 1950 byla obec Milhostice přejmenována na obec Bonkovice, což byla původně jen její osada. Později však došlo k oddělení a vesnice Milhostice tak již dnes není součástí Bonkovic.

## Pamětihodnosti
- Výklenková kaplička
- Roubená stodola se špýcharem u čp. 7